# Locris coccinea
Locris coccinea är en insektsart som beskrevs av Victor Lallemand 1920. Locris coccinea ingår i släktet Locris och familjen spottstritar. Inga underarter finns listade i Catalogue of Life.